# Капюсон, Рено
Рено Капюсон (фр. Renaud Capuçon; род. 27 января 1976, Шамбери) — французский скрипач. Артист ЮНЕСКО во имя мира (2020).

## Биография
Брат виолончелиста Готье Капюсона (род. 1981). Окончил Парижскую консерваторию (1995), ученик Жерара Пуле. С юных лет играл в Молодёжном оркестре Европейского союза под управлением Клаудио Аббадо, затем был первой скрипкой в также основанном Аббадо Молодёжном оркестре имени Густава Малера. Занимался также в мастер-классе Айзека Стерна. В 2000 г. удостоен премии «Виктуар де ля мюзик» в номинации «Открытие года» (в 2005 г. получил эту же премию во «взрослой» номинации «Инструменталист года»). В 2004 г. совершил гастрольную поездку по Китаю вместе с Оркестром Парижа под управлением Кристофа Эшенбаха.
Среди записей Капюсона — концерты Роберта Шумана и Феликса Мендельсона, камерная музыка Франца Шуберта, Иоганнеса Брамса, Мориса Равеля и др.